# Trần Pháp Lai
Trần Pháp Lai (tiếng Trung: 陳法拉, tiếng Anh: Fala Chen, sinh ngày 24 tháng 2 năm 1982) là một nữ diễn viên, người mẫu, kiêm cựu ca sĩ người Mỹ gốc Hoa. Cô từng là diễn viên độc quyền của đài truyền hình TVB.
Trần Pháp Lai được khán giả biết đến qua các vai diễn trong các bộ phim truyền hình ăn khách của Hồng Kông gồm Điệu vũ cuộc đời, Công chúa giá đáo, Sức mạnh tình thân, Đông cung tây lược, Tiềm hành truy kích, Nghĩa hải hào tình, Bao la vùng trời 2, qua đó cô đã nhận được nhiều giải thưởng lớn. Cô được xếp vào hàng ngũ "Ngũ đại Hoa đán" cùng với Từ Tử San, Chung Gia Hân, Hồ Hạnh Nhi và Dương Di.
Năm 2020, cô tham gia bom tấn Shang-Chi và huyền thoại Thập Luân của hãng Marvel.

## Tiểu sử
Trần Pháp Lai sinh ra và lớn lên ở Thành Đô, Tứ Xuyên, Trung Quốc. Năm 14 tuổi cô di cư sang Atlanta, Georgia, Hoa Kỳ cùng với gia đình. Cô tốt nghiệp Đại học Emory ngành Quản trị kinh doanh vào tháng 5 năm 2005.
Ngoài ngôn ngữ mẹ đẻ là tiếng Quan Thoại, cô còn thông thạo tiếng Anh, tiếng Quảng Đông và tiếng Nhật.
Năm 2002, Trần Pháp Lai đại diện bang Georgia tham gia và đăng quang tại cuộc thi Hoa hậu Châu Á tại Mỹ (Miss Asian America). Năm 2003, Trần Pháp Lai giành giải Á hậu 1 tại cuộc thi hoa hậu Miss Chinatown USA được tổ chức tại San Francisco. Năm 2004, cô đăng quang tại cuộc thi hoa hậu Miss NY Chinese và giành cơ hội tham dự cuộc thi Hoa hậu Hoa Kiều thế giới được tổ chức tại Hồng Kông. Tại cuộc thi này Trần Pháp Lai giành giải Á hậu 1 và cô bắt đầu nổi tiếng hơn.

## Sự nghiệp

### Truyền hình

#### 2005–2006: Bước chân vào lĩnh vực truyền hình
Sau khi tốt nghiệp đại học Emory năm 2005, Trần Pháp Lai chuyển đến Hồng Kông để bắt đầu sự nghiệp điện ảnh. Nhờ vào thành tích Á hậu cuộc thi hoa hậu Hoa Kiều thế giới 2005, cô ký được hợp đồng 8 năm với TVB. Cô tham gia nhiều show truyền hình trên kênh TVB8 trước khi bắt đầu tham gia vai diễn đầu tiên trong bộ phim Bằng chứng thép với vai diễn kẻ sát nhân.

#### 2007–2009: Bước ngoặt sự nghiệp
Năm 2007, cô lần đầu giành giải Nữ diễn viên phụ xuất sắc nhất với phim Điệu vũ cuộc đời. Bộ phim này cũng giúp cô được đề cử giải "Nữ nhân vật được yêu thích" và "Nữ diễn viên tiến bộ nhất". Ngoài ra cô cũng nhận được đề cử "Nữ diễn viên tiến bộ nhất" cho vai diễn trong phim Sóng gió gia tộc và Thử thách hôn nhân
Năm 2008 là năm bước ngoặt đối với Trần Pháp Lai với vai cô gái câm Cam Vĩnh Khánh trong bộ phim Sức mạnh tình thân. Bộ phim được khán giả đánh giá cao và nhận được điểm số trung bình là 47 điểm và điểm cao nhất là 50 điểm. Đề hoàn thành tốt vai diễn này cô phải học ngôn ngữ ký hiệu dành cho người câm. Vai diễn này giúp cô giành được đề cử cho hai hạng mục "Nữ diễn viên phụ xuất sắc nhất" và "Nữ nhân vật được yêu thích nhất" năm thứ hai liên tiếp.
Năm 2009, cô một lần nữa được đề cử giải "Nữ diễn viên phụ xuất sắc nhất" và "Nữ nhân vật được yêu thích nhất" với bộ phim Gia vị cuộc đời.

#### 2010 - nay: Được giao cho vai chính và tấn công sang lĩnh vực ca hát
Năm 2010, Trần Pháp Lai giành được giải Nữ diễn viên phụ xuất sắc nhất tại Giải thưởng thường niên TVB 2010 với bộ phim Nghĩa hải hào tình. Bộ phim này cũng giúp cô giành giải Nữ diễn viên phụ xuất sắc nhất tại Asian Television Award được tổ chức tại Singapore. Cô là một trong số ít diễn viên tham gia nhiều phim trong cùng một năm với tổng cộng 5 phim trong năm 2010.
Sau những thành công đó Trần Pháp Lai bắt đầu được trao cho vai diễn chính trong các bộ phim Tiềm hành truy kích (2011), Đông cung tây lược (2012) và Bao la vùng trời 2 (2013).
Bên cạnh công việc đóng phim, Trần Pháp Lai còn "tấn công" sang lĩnh vực âm nhạc với vai trò là ca sĩ. Cô cho ra mắt một số các ca khúc khá nổi tiếng và cũng gây nhiều tiếng vang không hề nhỏ trên thị trường âm nhạc Hồng Kông thời bấy giờ như: Một nửa, Chuộc tội, Yêu chim, Phi luyến chi tình (ft Mã Tuấn Vỹ), Ai shang niao, Shu zui, Yi ban,... 
Ngoài ra, Trần Pháp Lai còn thể hiện một số các ca khúc nhạc phim của TVB và cũng đạt được nhiều thành công ngoài mong đợi, mà điển hình là ca khúc Vẻ đẹp khiếm khuyết (OST Đông cung tây lược) của cô khá thành công khi chỉ vừa mới ra mắt khán giả những ngày đầu phát sóng bộ phim. Ca khúc đánh dấu bước đầu sự nghiệp ca hát và đã đem lại cho cô giải thuởng "Ca khúc nhạc phim được yêu thích nhất". Thừa thắng xông lên, cô cho phát hành album đầu tay - và cũng là album duy nhất của cô "Beautiful Life" do công ty âm nhạc vô cùng chuyên nghiệp và danh giá nhất ở xứ Cảng Thơm "Stars Shine International" đồng thực hiện và sản xuất. Đồng thời, cô cũng được yêu thích và xuất sắc nhận được nhiều giải thưởng danh giá về âm nhạc như: Ca sĩ tiềm năng, Ca sĩ mới, Ca sĩ triển vọng, Ca sĩ có lượng đĩa tiêu thụ nhiều nhất,..., trong đó đáng chú ý nhất phải kể đến là giải thưởng "Album của năm" được Hội đồng Âm nhạc Hồng Kông bình chọn và trao giải vào năm 2012. Đây chính là giải thưởng khẳng định phần nào tên tuổi và tài nghệ ca hát của cô vô cùng nổi trội trong ngành công nghiệp giải trí Hoa ngữ nói chung và Hồng Kông nói riêng đầy khắc nghiệt thời bấy giờ. Album "vàng" này của cô còn giúp cô nhận thêm giải thưởng "Album có lượng tiêu thụ nhiều nhất châu Á". Để có thể lọt vào mắt xanh của những vị giám khảo vô cùng khắt khe và tinh tường quả thật không hề dễ dàng, đặc biệt là đối với những người mới bước chân vào làng nhạc Hồng Kông như cô. Nhưng Trần Pháp Lai không hề ngại khó khăn, gian lao mà tự lực cánh sinh, tự đi bằng đôi chân của mình. Chính những nỗ lực ấy "động viên" và "khuyên nhủ" mà giờ đây cô đã trở thành một ngôi sao hạng A rất được khán giả yêu mến và dành nhiều sự trân trọng.
Năm 2013, hợp đồng của Trần Pháp Lai và TVB kết thúc và cô tự nguyện không gia hạn thêm hợp đồng với TVB. Sau đó cô sang Đại Lục để đóng phim và không còn nhiều hoạt động diễn xuất tại Hồng Kông như trước đây nữa.
Năm 2014, cô tham gia bộ phim truyền hình của Trung Quốc "Phong trung kỳ duyên" với vai diễn Tần Nương.
Bên cạnh đó, cô còn được mời về lồng tiếng cho nhân vật Lucy Wilde trong bộ phim điện ảnh thiếu nhi vô cùng "hot" "Despicable 3" của phiên bản tiếng Quảng Đông vào năm 2017. Lần đầu được trải nghiệm và thử thách với vai trò mới là diễn viên lồng tiếng, cô chia sẻ rằng đây là một trong những lĩnh vực mà cô yêu thích nhất, và Trần Pháp Lai còn chia sẻ rằng cô hứa sẽ cố gắng hoàn thiện nhiều khuyết điểm của những lĩnh vực mà cô đã và đang lấn sân để rút ra nhiều kinh nghiệm cho bản thân, để có thể trở thành một nghệ sĩ đa năng có thể thực hiện nhiều dự án nghệ thuật khác nữa. Nhờ lối diễn đúng đắn, thẳng thắn pha lẫn một chút nhẹ nhàng và ma mị nhưng đầy xuất thần cùng với giọng hát trong trẻo, êm tai và khuôn mặt đầy nét đẹp tự nhiên và trẻ trung, cô được khán giả cũng như giới truyền thông hâm mộ xếp vào hàng ngũ "Ngũ Đại Hoa Đán" cùng với Dương Di, Chung Gia Hân, Từ Tử San và Hồ Hạnh Nhi.
Năm 2020, Trần Pháp Lai là cái tên tiếp theo bên cạnh Simu Liu, Lương Triều Vỹ chính thức được Marvel mời vào vai Leiko Wu trong bom tấn Shang-Chi và huyền thoại Thập Luân, dự kiến khởi chiếu vào ngày 7.5.2021.

### Âm nhạc
Từ năm 2009, Trần Pháp Lai đã bắt đầu tham gia vào lĩnh vực âm nhạc. Cô là ca sĩ thể hiện các ca khúc nhạc phim cho các bộ phim truyền hình của TVB như: Gia vị cuộc đời, Sự cám dỗ nguy hiểm, và Đông cung tây lược. Năm 2010, Trần Pháp Lai ký hợp đồng với công ty âm nhạc Stars Shine International và phát hành album đầu tay "Beautiful Life" vào ngày 31 tháng 7 năm 2012. Cô cũng là ca sĩ khá ăn khách trên thị trường âm nhạc Hồng Kông thời bấy giờ.

## Đời tư
Năm 2008, Trần Pháp Lai kết hôn với doanh nhân Hồng Kông Tiết Thế Hằng; họ ly hôn vào năm 2013.
Năm 2019, Trần Pháp Lai kết hôn với doanh nhân người Pháp Emmanuel Straschnov. Vào tháng 2 năm 2021, cô thông báo rằng cô đã sinh một cô con gái.

## Phim đã tham gia

### Truyền hình
| Năm  | Tên phim                 | Tên phim tiếng Anh            | Vai diễn          | Ghi chú |
| ---- | ------------------------ | ----------------------------- | ----------------- | --- |
| 2006 | Bằng chứng thép          | Forensic Heroes               | Dung Tuệ          | Khách mời |
| 2007 | Tuyệt thế anh tài        | The Ultimate Crime Fighter    | Ada               | Khách mời |
| 2007 | Sóng gió gia tộc         | Heart of Greed                | Đường Chí Hân     | Đề cử – Nữ diễn viên tiến bộ nhất |
| 2007 | Quan hệ đồng nghiệp      | Best Selling Secrets          | Đỗ Băng Băng      | Guest Star ep. 28 |
| 2007 | Thử thách hôn nhân       | The Family Link               | Angela            | Đề cử – Nữ diễn viên tiến bộ nhất |
| 2007 | Điệu vũ cuộc đời         | Steps                         | Trình Gia Mân     | Đoạt giải - Nữ diễn viên phụ xuất sắc nhất Đề cử – Nữ nhân vật được yêu thích nhất (Top 20) Đề cử – Nữ diễn viên tiến bộ nhất                                                                         |
| 2008 | Đường sinh mệnh          | A Journey Called Life         | Thành Mĩ Tâm      | |
| 2008 | Tình hiệp đạo            | Catch Me Now                  | Khang Mĩ Lệ       | |
| 2008 | Sức mạnh tình thân       | Sức mạnh tình thân            | Cam Vĩnh Khánh    | Đề cử – Nữ diễn viên phụ xuất sắc nhất Đề cử – Nữ nhân vật được yêu thích nhất |
| 2008 | Tình yêu tuyệt vời       | Colours Of Love               | Trần Hộ Sĩ        | Khách mời |
| 2009 | Gia vị cuộc đời          | The Stew of Life              | Ngô Thái Ni       | Đề cử – Nữ diễn viên phụ xuất sắc nhất Đề cử – Nữ nhân vật được yêu thích nhất |
| 2010 | Thu Hương và Đường Bá Hổ | In the Eye of the Beholder    | Chu Đình Ngọc     | |
| 2010 | Bồ Tùng Linh             | Ghost Writer                  | Lệnh Hồ Tiểu Thúy | Đề cử - Nữ diễn viên chính xuất sắc nhất |
| 2010 | Công chúa giá đáo        | Cant Buy Me Love              | Tư Đồ Ngân Bình   | Đề cử - Nữ nhân vật được yêu thích nhất |
| 2010 | Nghĩa hải hào tình       | No Regrets                    | Lưu Tình          | Đoạt giải - Nữ diễn viên phụ xuất sắc nhất Đoạt giải - Asian Television Award for Best Actress in a Supporting Role                                                                                   |
| 2010 | Sự cám dỗ nguy hiểm      | Links to Temptation           | Hùng Lãng Kiều    | |
| 2011 | Nữ quyền bảo chi lâm     | Grace Under Fire              | Quỳ Hoa           | |
| 2011 | Tiềm hành truy kích      | Lives of Omission             | Chu Vọng Tình     | Đề cử — Giải thưởng thường niên TVB cho Nữ diễn viên chính xuất sắc nhất Đề cử — Giải thưởng thường niên TVB cho Nữ nhân vật được yêu thích nhất My Astro On Demand Awards for My Favorite Characters |
| 2012 | Đông cung tây lược       | Queens of Diamonds and Hearts | Chung Vô Diệm     | Đề cử - Giải thưởng thường niên TVB cho Nữ diễn viên chính xuất sắc nhất Đề cử - Giải thưởng thường niên TVB cho Nữ nhân vật được yêu thích nhất                                                      |
| 2013 | Bao la vùng trời 2       | Triumph in the Skies II       | Hà Niên Hi        | |
| 2013 | Pháp ngoại phong vân     | Will Power                    | Thẩm Duyệt Cần    | |
| 2014 | Phong trung kỳ duyên     | Sound of the Desert           | Tần Tương         | Phim truyền hình Trung Quốc đại lục đầu tiên |
| 2020 | Sụp đổ 1                 | The Undoing                   | Jolene McCall     | Lần đầu đóng phim truyền hình Mỹ HBO Miniseries |

### Điện ảnh
| Năm phát hành | Tiêu đề                               | Vai                  | Ghi chú                                                  |
| ------------- | ------------------------------------- | -------------------- | -------------------------------------------------------- |
| 2009          | Turning Point 《Laughing Gor之变节》  | Karen and Jodie      | Đề cử - HKFA Diễn viên mới xuất sắc nhất                 |
| 2010          | Black Ransom 《撕票風雲》             | Superintendent Koo   |                                                          |
| 2010          | 72 Tenants of Prosperity 《72家租客》 | Tiểu Đào Hồng 小桃紅 |                                                          |
| 2011          | I Love Hong Kong 《我愛HK 開心萬歲》  | Lee Kei (Nikki) 李琪 |                                                          |
| 2011          | The Fortune Buddies 《勁抽褔祿壽》    | Sister Man 蚊姐      |                                                          |
| 2013          | Tales from the Dark II 《奇幻夜》     | Chow Jing Ee         |                                                          |
| 2015          | Secret Treasure                       |                      |                                                          |
| 2021          | Shang-Chi và huyền thoại Thập Luân    | Ánh Lệ (Ying Li)     | Bộ phim riêng về siêu anh hùng gốc Á đầu tiên của Marvel |
| 2024          | Godzilla x Kong: Đế chế mới           | Nữ hoàng Iwi         |                                                          |
| 2024          | Ký ức máu                             | Kỷ Huệ Linh          |                                                          |

## Album
| Năm  | Tên album      | Thông tin                                                                                    |
| ---- | -------------- | -------------------------------------------------------------------------------------------- |
| 2012 | Beautiful Life | Ngày phát hành: 31 tháng 7 năm 2012 Công ty quản lý: Star Shine International Album đầu tiên |

## Giải thưởng
Giải thưởng thường niên TVB
- Nữ diễn viên phụ xuất sắc nhất
  - 2007: Điệu vũ cuộc đời
  - 2010: Nghĩa hải hào tình

Asian Television Awards
- Nữ diễn viên phụ xuất sắc nhất
  - 2011: Nghĩa hải hào tình